# Hrabstwo Ward (Dakota Północna)

Piramida wieku hrabstwa

Hrabstwo Ward (ang. Ward County) – hrabstwo w stanie Dakota Północna w Stanach Zjednoczonych. Hrabstwo zajmuje powierzchnię lądową 5211 km². Według szacunków US Census Bureau w roku 2005 liczyło 55 767 mieszkańców. Siedzibą hrabstwa jest miasto Burlington.

## Miejscowości
- Berthold
- Burlington
- Carpio
- Douglas
- Donnybrook
- Des Lacs
- Kenmare
- Makoti
- Minot
- Ryder
- Sawyer
- Surrey

## CDP
- Foxholm
- Logan
- Ruthville